# Calcio Catania 2020-2021
Questa voce raccoglie le informazioni riguardanti il Calcio Catania nelle competizioni ufficiali della stagione 2020-2021.

## Stagione
La stagione 2020-2021 si apre con una nuova proprietà per il club etneo. Finaria, holding che dal 2004 controllava la società rossoazzurra, in crisi e con una gravosa situazione debitoria, nel febbraio 2020 fa richiesta di concordato preventivo al Tribunale di Catania, che però, cinque mesi più tardi, il 16 luglio, rigetta la richiesta presentata dalla holding, che viene pertanto dichiarata fallita. La Sport Investment Group Italia S.p.A., meglio nota come SIGI, una cordata formata da imprenditori locali capeggiata da Maurizio Pellegrino e Fabio Pagliara, il 23 luglio 2020, rileva all'asta fallimentare il 95,4% delle quote del Catania possedute dalla fallita holding Finaria, evitando così il fallimento del club rossoazzurro. A novembre, SIGI diviene socio unico del club per l'acquisizione del rimanente 4,6% delle quote sociali possedute da Meridi S.r.l., altra società controllata da Finaria attiva nel settore della grande distribuzione organizzata.
SIGI nomina uno dei suoi soci, Nicola Le Mura, amministratore unico della società rossoazzurra, e per la guida tecnica viene scelto Giuseppe Raffaele Addamo, già allenatore del Potenza nelle precedenti due stagioni. Gli etnei puntano a un campionato tranquillo e di transizione, puntando su giocatori come Manuel Sarao, Reginaldo, Giacomo Rosaia, Enrico Piovanello, Alessandro Albertini, Denis Tonucci, Claiton e il grande ritorno di Mariano Izco. Vengono ceduti Davis Curiale, Giuseppe Rizzo, Davide Di Molfetta, Francesco Salandria, Emmanuel Mbendé e Maks Barisic, e il capitano Marco Biagianti che annuncia l'addio al calcio.
La stagione inizia tra più ombre che luci, uscendo al Primo Turno di Coppa Italia contro il Notaresco e pareggiando la prima in casa con la Paganese in zona Cesarini con un colpo di testa del difensore brasiliano Claiton. Poi la squadra di Raffaele ottiene ben tre vittorie consecutive contro Monopoli, Juve Stabia e Virtus Francavilla tutte per 1-0, annullando la penalizzazione iniziale di quattro punti (poi ridotta a 2 a Novembre). Le prime sconfitte arrivano contro Ternana e Bari, subendo sette reti in sole due gare. Inoltre le gare casalinghe, per via di rifacimento del manto erboso del Massimino, sono disputate allo Stadio Angelino Nobile di Lentini. Il 9 Novembre, il Catania ritorna ad affrontare il Derby di Sicilia contro il Palermo dopo sette stagioni, sul campo dei rosanero, incontro che termina in parità. La squadra ritorna alla vittoria contro la Vibonese per 2-1.
Il 16 gennaio 2021, nella sede del Torre del Grifo Village, viene firmato un preliminare di acquisto, con cui un gruppo di investitori rappresentato dall'avvocato statunitense Joe Tacopina si impegna ad acquistare da SIGI il 100% del pacchetto azionario della società rossoazzurra. Il giorno successivo, il 17 gennaio, la squadra etnea vince l'ultima partita del girone d'andata in casa contro il Foggia per 2-1, che gli consente di piazzarsi al quarto posto in classifica. In tribuna ad assistere alla partita, lo stesso Tacopina in compagnia dei dirigenti del Catania, seduti nel settore principale dello Stadio Massimino, privo di spettatori a causa delle restrizioni imposte dalle autorità per il COVID-19.
La squadra rossoazzurra conclude il proprio girone d'andata al quarto posto. Nel mercato di gennaio, che vede la cessione di undici giocatori - tra cui Biondi e Pecorino, passati rispettivamente al Pordenone e alla Juventus U23 - vengono ingaggiati sei giocatori, con i ritorni di Russotto e Di Piazza, e l'arrivo di giocatori esperti come i difensori Giosa e Sales. Il Catania però, a partire dalla venticinquesima giornata, dove subisce una pesante sconfitta in trasferta contro la Ternana per 5-1, conosce una fase discendente: in sette partite la formazione di Raffaele conquista una sola vittoria per 0-3 in casa del Bisceglie, e ne perde ben quattro, tra cui il derby giocato al Massimino alla ventottesima giornata contro il Palermo per 0-1.
Alla trentunesima giornata, il Catania perde per 1-0 in trasferta contro la Turris, e a seguito di questa sconfitta la società etnea decide di sollevare Raffaele dall'incarico di allenatore della squadra. Il 19 marzo 2021, la società rossoazzurra affida ufficialmente l'incarico di allenatore della squadra a Francesco Baldini.
Il cambio di allenatore incide positivamente sul cammino nel torneo della compagine rossoazzurra, che nelle ultime sette partite colleziona ben cinque vittorie contro Avellino, Cavese, Viterbese, Potenza e Casertana, una sola sconfitta contro il Catanzaro in trasferta, ed un pareggio contro il Foggia all'ultima giornata sul campo dei pugliesi. Alla fine della stagione regolare il Catania si piazza al sesto posto in classifica con 59 punti, che gli consente l'accesso ai playoff, al cui primo turno deve affrontare nuovamente, a distanza di una settimana, il Foggia. Quello fatto dal Catania in questa stagione è stato il terzo miglior rendimento di sempre da quando milita in Serie C, dopo le stagioni 2017-18 e 2018-19.
I rossoazzurri vengono eliminati al primo turno dei playoff essendo stati sconfitti dal Foggia per 1-3, e questo risultato sancisce la conclusione della stagione per la squadra, e come nelle stagioni precedenti, fallisce l'obiettivo di raggiungere la promozione in Serie B.

## Divise e sponsor
Per la stagione 2020-2021, lo sponsor tecnico è ancora Givova (per la quarta stagione consecutiva), mentre gli sponsor di maglia sono SuperConveniente (main sponsor della divisa), Grimaldi Lines, Pokay, Zito Caffè, Petrol Company, Tedesco impianti, Bacco e Spinella.

## Organigramma societario
ORGANI DI AMMINISTRAZIONE E CONTROLLO
Consiglio di amministrazione
- Amministratore unico: Nico Le Mura

Collegio sindacale
- Presidente: Alessandro Raddante
- Sindaci: Salvatore Strano, Alessandro Torrisi
- Sindaci supplenti: Mario Spadaro, Alessandro Torrisi

AREE E MANAGEMENT
Area gestione aziendale
- Responsabile amministrativo: Carmelo Milazzo
- Segretario generale: Giorgio Borbone
- Responsabile area legale e affari generali: Carmelo Munzone
- Traduttrice, interprete e segretaria: Elvira Strano
- Responsabile logistica e Supporter liaison officer: Giuseppe Franchina
- Responsabile relazioni esterne e istituzionali: Salvatore Cambria
- Responsabile sicurezza: Arturo Magni
- Delegato sicurezza: Antonio Russo
- Vice delegato sicurezza: Francesco Giannotta
- Addetto alla manutenzione: Enzo Longhitano
- Magazzinieri: Alessandro Musumeci, Giuseppe Motta

Area comunicazione
- Responsabile comunicazione: Angelo Scaltriti
- Web Designer: Fabio De Luca
- Fotografo: Filippo Galtieri

Area marketing
- Responsabile area marketing: Sergio Santagati
- Marketing manager: Davide Insalaco

Area sportiva
- Direttore area sportiva: Maurizio Pellegrino
- Responsabile area tecnica: Vincenzo Guerini
- Responsabile area scouting: Mario Marino
- Responsabile settore giovanile e dipartimento femminile: Massimiliano Borbone
- Segretario settore giovanile e dipartimento femminile: Pino Fichera
- Responsabile attività di base: Orazio Russo
- Team Manager: Emanuele Passanisi

Area tecnica
- Allenatore: Giuseppe Raffaele, poi Francesco Baldini
- Allenatore in seconda: Giuseppe Leonetti, poi Luciano Mularoni
- Collaboratore tecnico: Gianluca Cristaldi
- Match analyst: carica vacante, poi Davide Bertaccini
- Allenatore dei portieri: Armando Pantanelli
- Responsabile preparazione atletica: carica vacante, poi Diego Gangemi
- Preparatore atletico: Giuseppe Colombino
- Preparatore atletico addetto alla riabilitazione: Andrea Mannino

Area sanitaria
- Coordinatore area medica: Francesco Riso
- Responsabile sanitario: Carmelo Amato
- Medico sociale: Cesare Cassisi
- Fisioterapisti: Gianpiero Gulisano, Alberto Palumbo
- Massofisioterapisti: Massimiliano Alizzio, Daniele Torrisi
- Massaggiatore: Giuseppe Bruzzo

## Rosa
Rosa e numerazione aggiornate al 1º febbraio 2021.
| N. |                      | Ruolo | Calciatore                   |
| -- | -------------------- | ----- | ---------------------------- |
| 1  | Italia (bandiera)    | P     | Antonio Santurro             |
| 3  | Brasile (bandiera)   | D     | Claiton                      |
| 4  | Italia (bandiera)    | D     | Antonio Giosa                |
| 5  | Italia (bandiera)    | D     | Tommaso Silvestri (capitano) |
| 6  | Ghana (bandiera)     | C     | Nana Welbeck                 |
| 7  | Italia (bandiera)    | C     | Andrea Russotto              |
| 8  | Italia (bandiera)    | C     | Giacomo Rosaia               |
| 9  | Italia (bandiera)    | A     | Manuel Sarao                 |
| 10 | Brasile (bandiera)   | A     | Reginaldo                    |
| 11 | Cipro (bandiera)     | A     | Agapios Vrikkīs              |
| 13 | Argentina (bandiera) | C     | Mariano Julio Izco           |
| 14 | Italia (bandiera)    | A     | Antonio Piccolo              |
| 15 | Ecuador (bandiera)   | C     | Luis Maldonado               |
| 16 | Italia (bandiera)    | D     | Alessandro Albertini         |

| N. |                   | Ruolo | Calciatore             |
| -- | ----------------- | ----- | ---------------------- |
| 17 | Italia (bandiera) | D     | Simone Sales           |
| 18 | Italia (bandiera) | D     | Denis Tonucci          |
| 19 | Gambia (bandiera) | C     | Kalifa Manneh          |
| 20 | Italia (bandiera) | D     | Giovanni Pinto         |
| 22 | Spagna (bandiera) | P     | Miguel Ángel Martínez  |
| 23 | Italia (bandiera) | C     | Jacopo Dall'Oglio      |
| 26 | Italia (bandiera) | D     | Luca Calapai           |
| 28 | Italia (bandiera) | A     | Francesco Matteo Golfo |
| 29 | Italia (bandiera) | D     | Andrea Zanchi          |
| 30 | Italia (bandiera) | A     | Michele Volpe          |
| 31 | Italia (bandiera) | D     | Lorenzo Lo Duca        |
| 32 | Italia (bandiera) | P     | Alessandro Confente    |
| 33 | Italia (bandiera) | A     | Matteo Di Piazza       |
| 34 | Italia (bandiera) | P     | Francesco Borriello    |

## Calciomercato
Sessione estiva (dal 1/9 al 5/10)
| Acquisti | Acquisti                    | Acquisti             | Acquisti      |
| R.       | Nome                        | da                   | Modalità      |
| -------- | --------------------------- | -------------------- | ------------- |
| A        | Alessandro Arena            | Acireale             | Fine prestito |
| A        | Emanuele Pecorino           | Milan                | Fine prestito |
| A        | Gian Marco Distefano        | Lazio                | Fine prestito |
| D        | Andrea Zanchi               | Rieti                | Svincolato    |
| D        | Alessandro Albertini        | Virtus Francavilla   | Svincolato    |
| A        | Alessandro Gatto            | Bisceglie            | Svincolato    |
| A        | Reginaldo Ferreira da Silva | Reggina              | Definitivo    |
| A        | Manuel Sarao                | Reggina              | Definitivo    |
| C        | Mariano Izco                | Juve Stabia          | Svincolato    |
| C        | Giacomo Rosaia              | Cesena               | Definitivo    |
| C        | Luis Maldonado              | Arzignano Valchiampo | Definitivo    |
| D        | Claiton dos Santos Machado  | Cremonese            | Svincolato    |
| P        | Antonio Santurro            | Bologna              | Prestito      |
| D        | Denis Tonucci               | Juve Stabia          | Prestito      |
| A        | Enrico Piovanello           | Padova               | Prestito      |
| A        | Michele Emmausso            | Vibonese             | Definitivo    |
| P        | Alessandro Confente         | Chievo               | Prestito      |

| Cessioni | Cessioni              | Cessioni       | Cessioni      |
| R.       | Nome                  | da             | Modalità      |
| -------- | --------------------- | -------------- | ------------- |
| C        | Federico Angiulli     | Sambenedettese | Definitivo    |
| A        | Davide Di Molfetta    | -              | Svincolato    |
| C        | Orazio Di Grazia      | -              | Svincolato    |
| D        | Andrea Esposito       | -              | Svincolato    |
| C        | Giuseppe Rizzo        | Triestina      | Svincolato    |
| D        | Emmanuel Mbendé       | Viterbese      | Definitivo    |
| C        | Marco Biagianti       | -              | Ritiro        |
| C        | Francesco Salandria   | Viterbese      | Definitivo    |
| A        | Gabriele Capanni      | Milan          | Fine prestito |
| A        | Steve Leo Beleck      | Salernitana    | Definitivo    |
| D        | Lorenzo Saporetti     | Pro Patria     | Definitivo    |
| A        | Maks Barisic          | -              | Svincolato    |
| A        | Davis Curiale         | Catanzaro      | Definitivo    |
| A        | Gian Marco Di Stefano | Paternò        | Svincolato    |
| A        | Alessio Curcio        | Foggia         | Definitivo    |
| C        | Andrea Mazzarani      | Livorno        | Definitivo    |
| P        | Jacopo Furlan         | Empoli         | Definitivo    |

Sessione invernale (dal 4/1 all'1/2)
| Acquisti | Acquisti         | Acquisti    | Acquisti   |
| R.       | Nome             | da          | Modalità   |
| -------- | ---------------- | ----------- | ---------- |
| D        | Simone Sales     | Monopoli    | Definitivo |
| A        | Andrea Russotto  | Cavese      | Definitivo |
| D        | Antonio Giosa    | Monopoli    | Definitivo |
| A        | Matteo Di Piazza | Catanzaro   | Prestito   |
| A        | Francesco Golfo  | Juve Stabia | Prestito   |
| A        | Michele Volpe    | Frosinone   | Prestito   |

| Cessioni | Cessioni               | Cessioni         | Cessioni      |
| R.       | Nome                   | da               | Modalità      |
| -------- | ---------------------- | ---------------- | ------------- |
| A        | Enrico Piovanello      | Padova           | Fine prestito |
| A        | Michele Emmausso       | Lecco            | Definitivo    |
| A        | Alessandro Gatto       | Cavese           | Prestito      |
| D        | Bruno Leonardo Vicente | Renate           | Definitivo    |
| D        | Antonio Panebianco     | FC Messina       | Prestito      |
| A        | Alessandro Arena       | FC Messina       | Definitivo    |
| D        | Mario Noce             | Potenza          | Prestito      |
| P        | Salvatore Della Valle  | Real Agro Aversa | Prestito      |
| C        | Kevin Biondi           | Pordenone        | Definitivo    |
| A        | Emanuele Pecorino      | Juventus U23     | Definitivo    |
| D        | Eros Pellegrini        | -                | Svincolato    |

## Risultati

### Serie C (girone C)

#### Girone di andata
| Arbitro: | Perenzoni (Rovereto) |

|             |           |                     |
| Claiton 87’ | Marcatori | 14’ (rig.) Guadagni |

| Arbitro: | Monaldi (Macerata) |

|  |           |               |
|  | Marcatori | 53’ Silvestri |

| Arbitro: | N. Marini (Trieste) |

|             |           |  |
| Tonucci 25’ | Marcatori |  |

| 11 ottobre 2020 4ª giornata |  | – Turno di riposo Catania |  |  |

| Arbitro: | Gualtieri (Asti) |

|  |           |                  |
|  | Marcatori | 44’ (rig.) Sarao |

| Arbitro: | Marcenaro (Genova) |

|               |           |                                           |
| Maldonado 81’ | Marcatori | 42’ Partipilo 59’ Raičević 67’ M. Defendi |

| Arbitro: | D'Ascanio (Ancona) |

|                                                            |           |                       |
| Di Cesare 40’ Claiton 50’ (aut.) A. Montalto 64’ Citro 84’ | Marcatori | 10’ (aut.) M. Ciofani |

| Arbitro: | Acanfora (Castellammare di Stabia) |

|                          |           |             |
| Welbeck 20’ Pecorino 64’ | Marcatori | 87’ Plescia |

| Arbitro: | Zufferli (Udine) |

|             |           |              |
| Kanouté 15’ | Marcatori | 80’ Pecorino |

| Arbitro: | Bordin (Bassano del Grappa) |

|                                        |           |  |
| Sarao 4’ Calapai 42’ 81’ (aut.) Priola | Marcatori |  |

| Arbitro: | Vigile (Cosenza) |

|          |           |  |
| Ilari 3’ | Marcatori |  |

| Lentini 22 novembre 2020, ore 14:30 CET 12ª giornata | Catania             | 0 – 0 referto | Turris | Stadio Angelino Nobile\| Arbitro: \| Angelucci (Foligno) \| |
| Arbitro:                                             | Angelucci (Foligno) |               |        |                                                             |

| Arbitro: | Feliciani (Teramo) |

|             |           |                                |
| Maniero 90’ | Marcatori | 50’ (aut.) Miceli 67’ Pecorino |

| Arbitro: | Fontani (Siena) |

|              |           |              |
| Pecorino 35’ | Marcatori | 58’ Russotto |

| Arbitro: | F. Longo (Paola) |

|                 |           |                               |
| Bezziccheri 53’ | Marcatori | 78’ Pecorino 94’ (rig.) Sarao |

| Arbitro: | Tremolada (Monza) |

|  |           |           |
|  | Marcatori | 84’ Sarao |

| Arbitro: | Panettella (Bari) |

|            |           |               |
| Manneh 87’ | Marcatori | 8’ Di Massimo |

| Arbitro: | Perenzoni (Rovereto) |

|                                       |           |                        |
| Turchetta 17’ Carillo 47’ Cuppone 64’ | Marcatori | 21’ Piccolo 74’ Manneh |

| Arbitro: | Gualtieri (Asti) |

|                            |           |                  |
| Dall'Oglio 14’ Piccolo 51’ | Marcatori | 46’ Dell'Agnello |

#### Girone di ritorno
| Pagani 24 gennaio 2021, ore CET 20ª giornata | Paganese       | 0 – 0 referto | Catania | Stadio Marcello Torre\| Arbitro: \| Colombo (Como) \| |
| Arbitro:                                     | Colombo (Como) |               |         |                                                       |

| Arbitro: | F. Longo (Paola) |

|                                            |           |            |
| Di Piazza 40’ Dall'Oglio 48’ Reginaldo 79’ | Marcatori | 19’ Bunino |

| Arbitro: | Panettella (Bari) |

|                   |           |               |
| Scaccabarozzi 42’ | Marcatori | 63’ Maldonado |

| 7 febbraio 2021 23ª giornata |  | – Turno di riposo Catania |  |  |

| Arbitro: | Cascone (Nocera Inferiore) |

|                       |           |  |
| Dall'Oglio 75’ (rig.) | Marcatori |  |

| Arbitro: | Feliciani (Teramo) |

|                                                                       |           |           |
| Mammarella 2’ Giosa 16’ (aut.) Paghera 44’ Damian 66’ Vantaggiato 82’ | Marcatori | 36’ Sarao |

| Arbitro: | G. Miele (Nola) |

|           |           |            |
| Sarao 63’ | Marcatori | 35’ Cianci |

| Arbitro: | Di Graci (Como) |

|             |           |           |
| Plescia 36’ | Marcatori | 41’ Sarao |

| Arbitro: | Marcenaro (Genova) |

|  |           |             |
|  | Marcatori | 41’ Santana |

| Arbitro: | Maranesi (Ciampino) |

|  |           |                                          |
|  | Marcatori | 62’ Silvestri 64’ Russotto 72’ Di Piazza |

| Arbitro: | Luciani (Roma) |

|  |           |                     |
|  | Marcatori | 29’ (aut.) Confente |

| Arbitro: | Monaldi (Macerata) |

|              |           |  |
| F. Longo 18’ | Marcatori |  |

| Arbitro: | Zufferli (Udine) |

|                                     |           |                     |
| Russotto 1’, 34’ Sarao 90+5’ (rig.) | Marcatori | 45’ (rig.) D'Angelo |

| Arbitro: | Bitonti (Bologna) |

|  |           |                          |
|  | Marcatori | 48’ Giosa 80’ Dall'Oglio |

| Arbitro: | Acanfora (Castellammare di Stabia) |

|                |           |  |
| Dall'Oglio 62’ | Marcatori |  |

| Arbitro: | Angelucci (Foligno) |

|                                                          |           |                      |
| Di Piazza 21’, 62’ Calapai 45’ Russotto 68’ Zanchi 90+2’ | Marcatori | 2’ Baclet 59’ Sandri |

| Arbitro: | Ricci (Firenze) |

|                              |           |  |
| Di Massimo 75’ Baldassin 86’ | Marcatori |  |

| Arbitro: | N. Marini (Trieste) |

|                                           |           |  |
| Avella 10’ (aut.) Reginaldo 35’ Giosa 76’ | Marcatori |  |

| Arbitro: | Arace (Lugo di Romagna) |

|                            |           |                |
| A. Curcio 15’ D'Andrea 20’ | Marcatori | 34’, 77’ Golfo |

### Play-off
| Arbitro: | Maranesi (Ciampino) |

|               |           |                              |
| Maldonado 69’ | Marcatori | 34’, 72’ Baldé 63’ A. Curcio |

### Coppa Italia
| Arbitro: | Santoro (Messina) |

|            |           |                           |
| Biondi 27’ | Marcatori | 56’ Speranza 99’ Cancelli |

## Statistiche
Statistiche aggiornate al 31 gennaio 2021.

### Statistiche di squadra
| Competizione | Punti       | In casa | In casa | In casa | In casa | In casa | In casa | In trasferta | In trasferta | In trasferta | In trasferta | In trasferta | In trasferta | Totale | Totale | Totale | Totale | Totale | Totale | DR  |
| Competizione | Punti       | G       | V       | N       | P       | Gf      | Gs      | G            | V            | N            | P            | Gf           | Gs           | G      | V      | N      | P      | Gf     | Gs     | DR  |
| ------------ | ----------- | ------- | ------- | ------- | ------- | ------- | ------- | ------------ | ------------ | ------------ | ------------ | ------------ | ------------ | ------ | ------ | ------ | ------ | ------ | ------ | --- |
| Serie C      | 59(-2)      | 18      | 10      | 5       | 3       | 29      | 15      | 18           | 7            | 5            | 6            | 21           | 23           | 36     | 17     | 10     | 9      | 50     | 38     | +12 |
| Coppa Italia | Primo turno | 1       | 0       | 0       | 1       | 1       | 2       | 0            | 0            | 0            | 0            | 0            | 0            | 1      | 0      | 0      | 1      | 1      | 2      | -1  |
| Play-off     | -           | -       | -       | -       | -       | -       | -       | -            | -            | -            | -            | -            | -            | -      | -      | -      | -      | -      | -      | -   |
| Totale       | -           | 19      | 10      | 5       | 4       | 30      | 17      | 18           | 7            | 5            | 6            | 21           | 23           | 37     | 17     | 10     | 10     | 51     | 40     | +11 |

### Andamento in campionato
| Giornata  | 1  | 2 | 3 | 4 | 5 | 6 | 7 | 8 | 9 | 10 | 11 | 12 | 13 | 14 | 15 | 16 | 17 | 18 | 19 | 20 | 21 | 22 | 23 | 24 | 25 | 26 | 27 | 28 | 29 | 30 | 31 | 32 | 33 | 34 | 35 | 36 | 37 | 38 |
| --------- | -- | - | - | - | - | - | - | - | - | -- | -- | -- | -- | -- | -- | -- | -- | -- | -- | -- | -- | -- | -- | -- | -- | -- | -- | -- | -- | -- | -- | -- | -- | -- | -- | -- | -- | -- |
| Luogo     | C  | T | C | R | T | C | T | C | T | C  | T  | C  | T  | C  | T  | T  | C  | T  | C  | T  | C  | T  | R  | C  | T  | C  | T  | C  | T  | C  | T  | C  | T  | C  | C  | T  | C  | T  |
| Risultato | N  | V | V | - | V | P | P | V | N | V  | P  | N  | V  | N  | V  | V  | N  | P  | V  | N  | V  | N  | -  | V  | P  | N  | N  | P  | V  | P  | P  | V  | V  | V  | V  | P  | V  | N  |
| Posizione | 11 | 7 | 5 | 1 | 4 | 8 | 7 | 7 | 6 | 5  | 5  | 7  | 4  | 5  | 6  | 5  | 7  | 7  | 4  | 4  | 4  | 4  | -  | 5  | 5  | 5  | 5  | 5  | 5  | 5  | 7  | 7  | 5  | 5  | 5  | 5  | 5  | 6  |

Fonte:  Classifica Serie C - Girone C, su lega-pro.com.
Legenda:

Luogo: C = Casa; T = Trasferta. Risultato: V = Vittoria; N = Pareggio; P = Sconfitta.

### Statistiche dei giocatori
| Giocatore      | Serie C  | Serie C | Serie C     | Serie C    | Coppa Italia | Coppa Italia | Coppa Italia | Coppa Italia | Totale   | Totale | Totale      | Totale     |
| Giocatore      | Presenze | Reti    | Ammonizioni | Espulsioni | Presenze     | Reti         | Ammonizioni  | Espulsioni   | Presenze | Reti   | Ammonizioni | Espulsioni |
| -------------- | -------- | ------- | ----------- | ---------- | ------------ | ------------ | ------------ | ------------ | -------- | ------ | ----------- | ---------- |
| A. Albertini   | 24       | 0       | 4           | 0          | 1            | 0            | 0            | 0            | 25       | 0      | 4           | 0          |
| A. Arena       | 0        | 0       | 0           | 0          | 1            | 0            | 0            | 0            | 1        | 0      | 0           | 0          |
| K. Biondi      | 20       | 0       | 1           | 0          | 1            | 1            | 0            | 0            | 21       | 1      | 1           | 0          |
| B. Vicente     | 3        | 0       | 1           | 0          | 1            | 0            | 0            | 0            | 4        | 0      | 1           | 0          |
| L. Calapai     | 34       | 2       | 4           | 0          | 1            | 0            | 0            | 0            | 35       | 2      | 4           | 0          |
| A. Confente    | 19       | 0       | 0           | 0          | 0            | 0            | 0            | 0            | 19       | 0      | 0           | 0          |
| Claiton        | 22       | 1       | 4           | 0          | 0            | 0            | 0            | 0            | 22       | 1      | 4           | 0          |
| J. Dall'Oglio  | 25       | 5       | 6           | 0          | 0            | 0            | 0            | 0            | 25       | 5      | 6           | 0          |
| S. Della Valle | 0        | 0       | 0           | 0          | 0            | 0            | 0            | 0            | 0        | 0      | 0           | 0          |
| M. Di Piazza   | 12       | 3       | 0           | 0          | 0            | 0            | 0            | 0            | 12       | 3      | 0           | 0          |
| M. Emmausso    | 8        | 0       | 2           | 0          | 0            | 0            | 0            | 0            | 8        | 0      | 2           | 0          |
| A. Gatto       | 4        | 0       | 1           | 0          | 0            | 0            | 0            | 0            | 4        | 0      | 1           | 0          |
| A. Giosa       | 15       | 2       | 4           | 0          | 0            | 0            | 0            | 0            | 15       | 2      | 4           | 0          |
| F. Golfo       | 14       | 2       | 0           | 0          | 0            | 0            | 0            | 0            | 14       | 2      | 0           | 0          |
| M. Izco        | 21       | 0       | 0           | 0          | 1            | 0            | 0            | 0            | 22       | 0      | 0           | 0          |
| L. Maldonado   | 28       | 2       | 8           | 0          | 0            | 0            | 0            | 0            | 28       | 2      | 8           | 0          |
| K. Manneh      | 17       | 2       | 0           | 0          | 1            | 0            | 0            | 0            | 18       | 2      | 0           | 0          |
| M.Á. Martínez  | 17       | 0       | 3           | 0          | 1            | 0            | 0            | 0            | 18       | 0      | 3           | 0          |
| M. Noce        | 6        | 0       | 0           | 0          | 1            | 0            | 1            | 0            | 7        | 0      | 1           | 0          |
| A. Panebianco  | 0        | 0       | 0           | 0          | 0            | 0            | 0            | 0            | 0        | 0      | 0           | 0          |
| E. Pecorino    | 14       | 5       | 2           | 0          | 1            | 0            | 0            | 0            | 15       | 5      | 2           | 0          |
| E. Pellegrini  | 2        | 0       | 0           | 0          | 0            | 0            | 0            | 0            | 2        | 0      | 0           | 0          |
| A. Piccolo     | 11       | 2       | 2           | 0          | 0            | 0            | 0            | 0            | 11       | 2      | 2           | 0          |
| G. Pinto       | 26       | 0       | 5           | 0          | 0            | 0            | 0            | 0            | 26       | 0      | 5           | 0          |
| E. Piovanello  | 9        | 0       | 0           | 0          | 0            | 0            | 0            | 0            | 9        | 0      | 0           | 0          |
| Reginaldo      | 25       | 2       | 2           | 0          | 0            | 0            | 0            | 0            | 25       | 2      | 2           | 0          |
| G. Rosaia      | 28       | 0       | 0           | 0          | 1            | 0            | 0            | 0            | 29       | 0      | 0           | 0          |
| A. Russotto    | 13       | 4       | 1           | 0          | 0            | 0            | 0            | 0            | 13       | 4      | 1           | 0          |
| S. Sales       | 9        | 0       | 3           | 0          | 0            | 0            | 0            | 0            | 9        | 0      | 3           | 0          |
| A. Santurro    | 1        | 0       | 0           | 0          | 0            | 0            | 0            | 0            | 1        | 0      | 0           | 0          |
| M. Sarao       | 26       | 8       | 8           | 0          | 1            | 0            | 0            | 0            | 27       | 8      | 8           | 0          |
| T. Silvestri   | 30       | 2       | 2           | 0          | 0            | 0            | 0            | 0            | 30       | 2      | 2           | 0          |
| D. Tonucci     | 15       | 1       | 0           | 2          | 1            | 0            | 0            | 0            | 16       | 1      | 0           | 2          |
| M. Volpe       | 1        | 0       | 0           | 0          | 0            | 0            | 0            | 0            | 1        | 0      | 0           | 0          |
| A. Vrikkīs     | 2        | 0       | 0           | 0          | 0            | 0            | 0            | 0            | 2        | 0      | 0           | 0          |
| N. Welbeck     | 33       | 1       | 5           | 1          | 1            | 0            | 0            | 0            | 34       | 1      | 5           | 1          |
| A. Zanchi      | 22       | 1       | 3           | 0          | 1            | 0            | 0            | 0            | 23       | 1      | 3           | 0          |